# أعصاب وأوتار
أعصاب وأوتار مسلسل فكاهي جزائري من إخراج محمد حازورلي، بدأ عرضه منذ عام 1976 وتوقف في التسعينيات عام 1998. تهدف هذه السلسلة إلى الاقتراب من المواطن ومواكبة الحالات الاجتماعية التي يعيشها، مع إثارة المواضيع التي تتناسب مع قضايا الساعة وتلبي اهتمامات المواطن الجزائري. يُعتبر هذا هو السر وراء نجاح البرنامج رغم مرور الزمن، حيث تُعتبر الفكاهة أصعب من الدراما، على عكس ما يعتقد البعض. يتطلب العمل الفكاهي من الممثل أن يكون متيقظًا لدوره وأن لا يبالغ في الأداء، حيث تحتاج الأعمال الفكاهية إلى كتابة خاصة جدًا.